# Josef Alfred Heilsberg
Josef Alfred Heilsberg (* 10. März 1830 in Lundenburg, Mähren; † 12. Juli 1894 in Wien) war Gutsbesitzer, Arzt und Abgeordneter zum Österreichischen Abgeordnetenhaus.

## Leben
Josef Alfred Heilsberg war unehelicher Sohn des Gefällenwach-Oberaufsehers Alois Heilsberg († 1866). Erst bei der Heirat der Eltern im Jahr 1848 wurde er legitimiert. Er besuchte von 1845 bis 1846 ein Gymnasium in Brünn (Mähren). Ab 1849 studierte er Medizin und von 1863 bis 1867 Rechtswissenschaft an der Universität Wien und erlangte im Jahr 1859 den Dr. med. in Wien. Bis 1863 war er Oberarzt an der medizinisch-chirurgischen Josephsakademie in Wien. Danach war er Bevollmächtigter und Hausarzt von Ferdinand Graf Pálffy-Daun in Pressburg (damals noch zu Ungarn gehörig) und Schloss Stübing. Um 1868 kaufte und bewirtschaftete er das Gut Kleinstübing.
Er war im Jahr 1869 Mitglied des Zentralausschusses, und von 1889 bis 1894 Vizepräsident der steiermärkischen Landwirtschaftsgesellschaft. Im Jahr 1880 war er Gründungsmitglied und bis 1894 Mitglied des Ausschusses des Deutschen Schulvereins.
Josef Alfred Heilsberg war von 1870 bis zu seinem Tod im Jahr 1894 Mitglied im steiermärkischen Landtag (III., IV., V., VI. und VII. Wahlperiode). Von 1878 bis 1880 war er auch im Landesausschuss. Weiters war er Obmann der Bezirksvertretung Frohnleiten im Bezirk Graz.
Er war römisch-katholisch und blieb zeitlebens ledig.

## Politische Funktionen
Josef Alfred Heilsberg war von 1873 bis zu seinem Tod im Jahr 1894 Abgeordneter des Abgeordnetenhauses im Reichsrat (V., VI., VII. und VIII. Legislaturperiode), Kronland Steiermark, Wählerklasse Städte 3: Bruck, Kapfenberg, Kindberg, Mürzzuschlag, Leoben, Trofaiach, Vordernberg, Eisenerz, Mautern, Aflenz, Mariazell, Frohnleiten, Deutschfeistritz, Übelbach, Gratwein.

## Klubmitgliedschaften
Josef Alfred Heilsberg war ab Jahr 1873 Mitglied im Fortschrittsklub und vom 1. März bis zum 4. November 1875 auch deren Obmann-Stellvertreter. Ab 1879 war er im Klub der Vereinigten Fortschrittspartei, ab dem 19. November 1881 bei den Vereinigten Linken und ab 1885 Obmann im Deutschen Klub. Ab dem 6. November 1888 war er Mitglied des Vorstands bei den Vereinigten Deutschen Linken und vom 23. November 1893 bis zu seinem Tod am 12. Juli 1894 deren Obmann.